# Праздники Восточного Тимора
В этом списке приведены праздники, отмечаемые в Восточном Тиморе. Все они связаны со значимыми событиями истории страны, а также с католицизмом и исламом.
Закон, регулирующий все праздники и памятные даты Восточного Тимора был принят 19 июля 2005 года.

## Общенациональные праздники
| Дата                                       | Название                             | Описание |
| ------------------------------------------ | ------------------------------------ | --- |
| 1 января                                   | Новый год                            | |
| через 70 дней после праздника Ураза байрам | Курбан-байрам                        | Праздник жертвоприношения в исламе |
| пятница Страстной недели                   | Великая пятница                      | посвящена воспоминанию крестной смерти Иисуса Христа, снятию с креста Его тела и погребения                                                |
| 1 мая                                      | День труда                           | |
| 20 мая                                     | День независимости Восточного Тимора | |
| четверг, следующий за Днём Святой Троицы   | Праздник Тела и Крови Христовых      | праздник, посвященный почитанию Тела и Крови Христа, в которые пресуществляется хлеб и вино во время евхаристии                            |
| 30 августа                                 | День всенародного реферундума        | День референдума по вопросу самоопределения 1999 года                                                                                      |
| 1 ноября                                   | День всех святых                     | христианский праздник, день памяти всех святых                                                                                             |
| 2 ноября                                   | День всех усопших верных             | поминовение умерших родных и близких |
| 12 ноября                                  | Национальный день молодежи           | день памяти Большой бойни в Дили |
| 28 ноября                                  | День провозглашения независимости    | вслед за падением авторитарного режима в Португалии была оглашена декларация независимости Восточного Тимора                               |
| первый день месяца шавваль                 | Ураза-байрам                         | исламский праздник, отмечаемый в честь окончания поста в месяц Рамадан                                                                     |
| 7 декабря                                  | День национальных героев             | годовщина вторжения индонезийских войск в Восточный Тимор                                                                                  |
| 8 декабря                                  | Непорочное зачатие Девы Марии        | католический догмат, согласно которому Дева Мария была зачата от обычных родителей — Анны и Иоакима, но на неё не перешёл первородный грех |
| 25 декабря                                 | Рождество                            | |

## Прочие памятные даты
| Дата                                                   | Русское название                                                  | Описание |
| ------------------------------------------------------ | ----------------------------------------------------------------- | --- |
| за 46 календарных дней (1,5 месяца) до праздника Пасхи | Пепельная среда                                                   | день начала Великого поста |
| четверг Страстной недели                               | Великий четверг                                                   | в христианстве четверг Страстной недели (Великой седмицы), в который вспоминается Тайная вечеря и установление Иисусом Христом таинства Евхаристии |
| 40-й день по Пасхе                                     | Вознесение Господне                                               | христианский праздник в честь вознесения плоти Иисуса Христа на небо и обетования о Его втором пришествии                                          |
| 1 июня                                                 | Международный день защиты детей                                   | |
| 20 августа                                             | День Вооруженных сил национального освобождения Восточного Тимора | |
| 3 ноября                                               | Национальный женский день                                         | |
| 10 декабря                                             | День прав человека                                                | В этот день в 1948 году Генеральная Ассамблея ООН приняла Всеобщую декларацию прав человека.                                                       |